# Villa Panamericana de Lima
La Villa Panamericana de Lima (nombre oficial: Villa Panamericana y Para panamericana de Atletas) es un gran complejo departamental, que fue la residencia oficial de los atletas que participaron en los Juegos Panamericanos y Parapanamericanos de 2019. Cuenta con un complejo habitacional, deportivo y servicios para aproximadamente 9500 usuarios. La obra costó alrededor de 180 millones de dólares. Está ubicado en el Distrito de Villa El Salvador, en Lima.

## Construcción
Las opciones para construir la villa fueron el cuartel Hoyos Rubio del Rímac, el hospital Larco Herrera, el Callao, La Herradura y Campo Mar. El presidente del comité organizador descartó el proyecto de la villa en el Círculo Militar de Jesús María, el Puericultorio Pérez Araníbar, el colegio Leoncio Prado y la Costa Verde.

El 11 de marzo de 2016 se publica la resolución que transfiere Parque Zonal N° 26 Complejo Biotecnológico de Villa El Salvador al Ministerio de Educación.

## Apertura
El 16 de marzo de 2019, autoridades, deportistas, personal del Ejército y voluntarios comprobaron en la mañana la accesibilidad y operatividad de las siete torres que forman parte de la Villa Panamericana.
Los deportistas peruanos que logren medallas de oro, plata y bronce en los Juegos Panamericanos y Parapanamericanos, serán premiados con una vivienda, según establece el reglamento de la Ley 30949, publicado en el Diario Oficial El Peruano.

Dicho reglamento detalla que a los atletas peruanos que obtengan una medalla de oro les corresponderá un departamento de 75.83 m²; a los que ganen una de plata, un departamento de 73.83 m², y a los que consigan una de bronce, un departamento de 70.87 m².

## Descripción
El área aproximada de la Villa Panamericana es de 20.000 m², cuenta con 1,096 departamentos distribuidos en siete torres, cuatro de las cuales tienen 20 pisos y tres 19. Albergarán a unas 10,000 personas a partir del 26 de julio (Fecha de la Inauguración) donde estarán atletas, entrenadores y los oficiales.
 A los alrededores de la Villa tiene un bosque de 19 hectáreas, campos deportivos, comedor y una policlínica. Cuenta con baldosas podotáctiles en la ciclovía y vías peatonales para facilitar el acceso a las torres de los deportistas con discapacidad visual.

## Uso como hospital
El 18 de marzo de 2020 el presidente Martín Vizcarra declaró que el uso de sus instalaciones serviría como un hospital de campaña ante la pandemia de COVID-19 en Perú. Dicho hospital temporal fue cerrado en octubre de 2022 tras dar de alta a su última paciente, los edificios fueron desinfectados y volvió a habilitarse la Villa Panamericana para su funcionamiento primigenio como complejo departamental y deportivo.